# Robert Otway-Cave
Robert Otway-Cave (1796 – 29 novembre 1844) è stato un politico britannico.

## Biografia
Robert Otway, era l'unico figlio sopravvissuto di Henry Otway e di sua moglie, Sarah Otway-Cave, III baronessa Braye, del Castello di Otway, Contea di Tipperary, allora ancora parte del Regno Unito, ora nella Repubblica d'Irlanda. Lo zio era sir Robert Otway, I baronetto, un ammiraglio della Royal Navy, la marina militare britannica. Studiò all'Eton College e al Christ Church di Oxford.
Otway succedette a suo padre nel 1815, ereditando la casa di famiglia. Nel 1818, prese con segno reale il cognome aggiuntivo di Cave, il cognome da nubile di sua madre.
Otway-Cave entrò nella Camera dei comuni nel 1826, nel collegio di Leicester per quattro anni. Nell'agosto 1832 fu eletto per collegio della Contea di Tipperary, che rappresentò fino allo stesso dicembre. Fu nuovamente rieletto per Tipperary nel 1835, mantenendo il seggio fino alla sua morte nel 1844.
Il 23 ottobre 1833 sposò Sophia Burdett, la figlia maggiore di sir Francis Burdett, V baronetto. Otway-Cave morì all'età di 48 anni, dopo una breve malattia a Bath, Somerset e fu sepolto nella tomba di famiglia nella chiesa di San Nicola a Stanford-on-Avon, nel Northamptonshire. Il Castello di Otway passò alla morte di sua moglie nel 1849 a suo cugino, il viceammiraglio Robert Jocelyn Otway. La baronia decadde nel 1862 alla morte di sua madre.